# ضريبة غير مباشرة

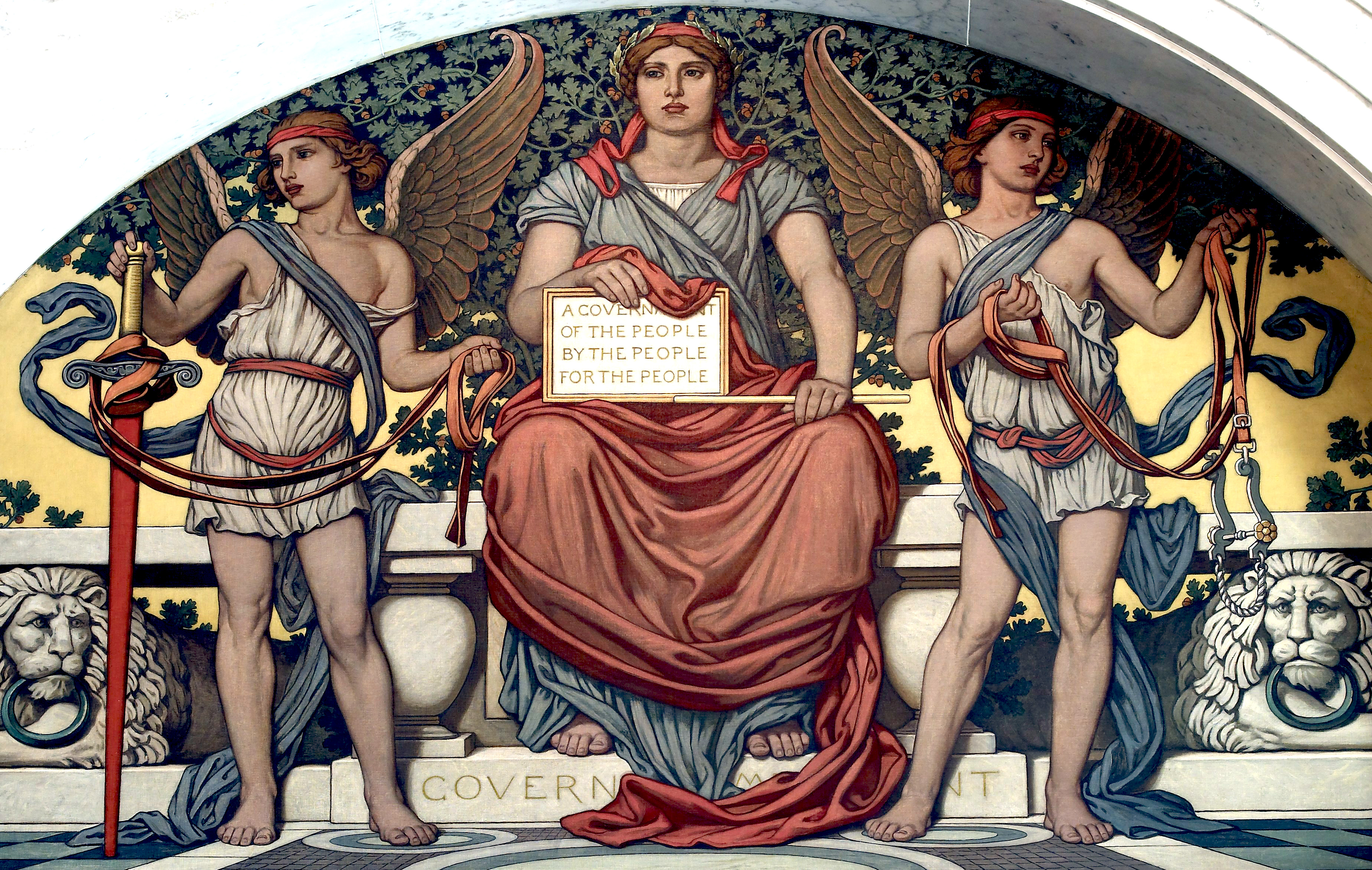

الضريبة غير المباشرة هي التي تُجبى من المستهلك عن طريق وسيط (مثل متاجر البيع بالتجزئة) أو من الذي يتحمل العبء الاقتصادي النهائي لتلك الضريبة. ومن أمثلتها: ضريبة المبيعات، وضريبة الوحدة، وضريبة القيمة المضافة، وضريبة السلع والخدمات، وضريبة الإنتاج والرسوم الجمركية. بعد ذلك، يقدم الوسيط الإقرار الضريبي ويرسل الإيرادات الضريبية للحكومة. وبناءً على ذلك؛ يتناقض مصطلح الضريبة غير المباشرة مع الضريبة المباشرة التي تجمعها الحكومة مباشرةً من الأشخاص الاعتباريين أو العاديين الذين تُفرض عليهم الضرائب. وعرّفها آخرون بأنها الضرائب التي لا يمكن أن يتحملها شخصٌ آخر بعكس الضرائب غير المباشرة. وتؤدي الضرائب غير المباشرة إلى زيادةٍ في أسعار السلع والمنتجات على المستهلكين كالضرائب على الوقود والكحول والسجائر. أما بالنسبة للسيارات فتُدفع ضرائبها مبدئياً من الشركة المصنّعة لها، فيما بعد يتحمل المشتري دفع تلك الضريبة ولكن بتكلفة أعلى. وبالتالي، يمكن تحويل دفع الضرائب غير المباشرة إلى طرفٍ آخر، ودرجة تحويل الدفع هذه هي التي بشأنها تحديد ما إذا كانت تلك الضرائب مباشرة أو غير مباشرة. وهنا يكمن دور مرونة الطلب والعرض على السلع أو الخدمات التي فُرضت عليها الضرائب. وبناءً على تعريف الضرائب غير المباشرة؛ فإن ضرائب الدخل تعد أحد أنواعها. أما في القانون الدستوري الأمريكي فللضرائب غير المباشرة معنى آخر، حيث أنهم يتعاملون بالضرائب المباشرة وضرائب الإنتاج. كانت ضريبة الدخل الفيدرالية منذ نشأتها ضريبة غير مباشرة حتى الأول من شهر يوليو عام 1862 وعلى الرغم من هذا، فقد ازداد معدل دفع السكان للضرائب غير المباشرة -وتحديداً ضرائب الإنتاج- عن معدلها الاعتيادي بحوالي 8% إلى 90% دعماً للمجهود الحربي في الأربعينات. وكانت فكرة تصنيف ضريبة القيمة المضافة كأحد أنواع الضرائب غير المباشرة وليدة عقل رجل الأعمال الألماني -وليام فون سيمينز- عام 1918. وبعد مائة عام، أصبحت الضريبة التي تم وضعها لتكون فاعلةً وسهلةَ نسبياً عند تحصيلها وفرضها، وضريبة السلع والخدمات قائمتانِ في أكثر من مئة وأربعون  بلداً حول العالم.

## مزايا الضرائب غير المباشرة
تستخدم الضرائب غير المباشرة عادةً لإنتاج الإيرادات الضريبية؛ ولهذا سميت بهذا الاسم. حيث يتم دفعها بصورةٍ غير مباشرة عن طريق آخر عميل يدفع لتلك السلع أو الخدمات. تلك الضرائب مفروضة على جميع أفراد المجتمع، سواء كانوا أغنياء أم فقراء وهذا ما جعلها واسعة الانتشار. ولأن تكلفة الضرائب لا تختلف كثيراً عن تكلفة الدخل؛ فإن الضريبة غير المباشرة تشمل الضريبة التي تفرض حسب القيمة أو الضريبة المحددة من ضريبة القيمة المضافة أو ضريبة السلع والخدمات ويتم تحديدها حسب ما يتناسب معها. وعلى الرغم من ذلك، فإن للضرائب غير المباشرة تأثير الضرائب التنازلية؛ لأنها تأخذ نسبة من ربح أصحاب الدخل المنخفض أكبر من أصحاب الدخل المرتفع بالمقارنة مع الموارد. حيث يدفع كلاً منهما مبلغ الضريبة ذاته من أجل استهلاك كمية معينة من سلعةٍ محددة. ولا يتحمل دافع الضريبة عبئها، حيث يتم تحويل ذلك العبء إلى المستهلكين النهائيين. وفي حالة الضرائب المباشرة فإن دافع الضريبة يتحمل عبئها بخلاف الضرائب غير المباشرة، حيث يختلف الشخص الذي يدفعها عن الذي يتحمل عبئها.

## ضريبة الاستهلاك
هي ضريبة حكومية موجهة للمنتجين والمصنعين بشأن سلع معينة.
وهذه المصانع يجب أن:
1- تعتمد صنع منتجاتها بنفسها.
2- تستعين بمصادر خارجية لصنع منتجاتها، ولكن يتم هذا التصنيع باسمهم حتى يقومون بتغطية تكاليفهم ثم إضافتها لكلفة السلعة المباعة إلى أن ينتهي المشتري من دفع التكاليف.
وبالتالي، تعتبر ضريبة الاستهلاك ضريبة غير مباشرة.